# Souvrství Jü-liang-ce

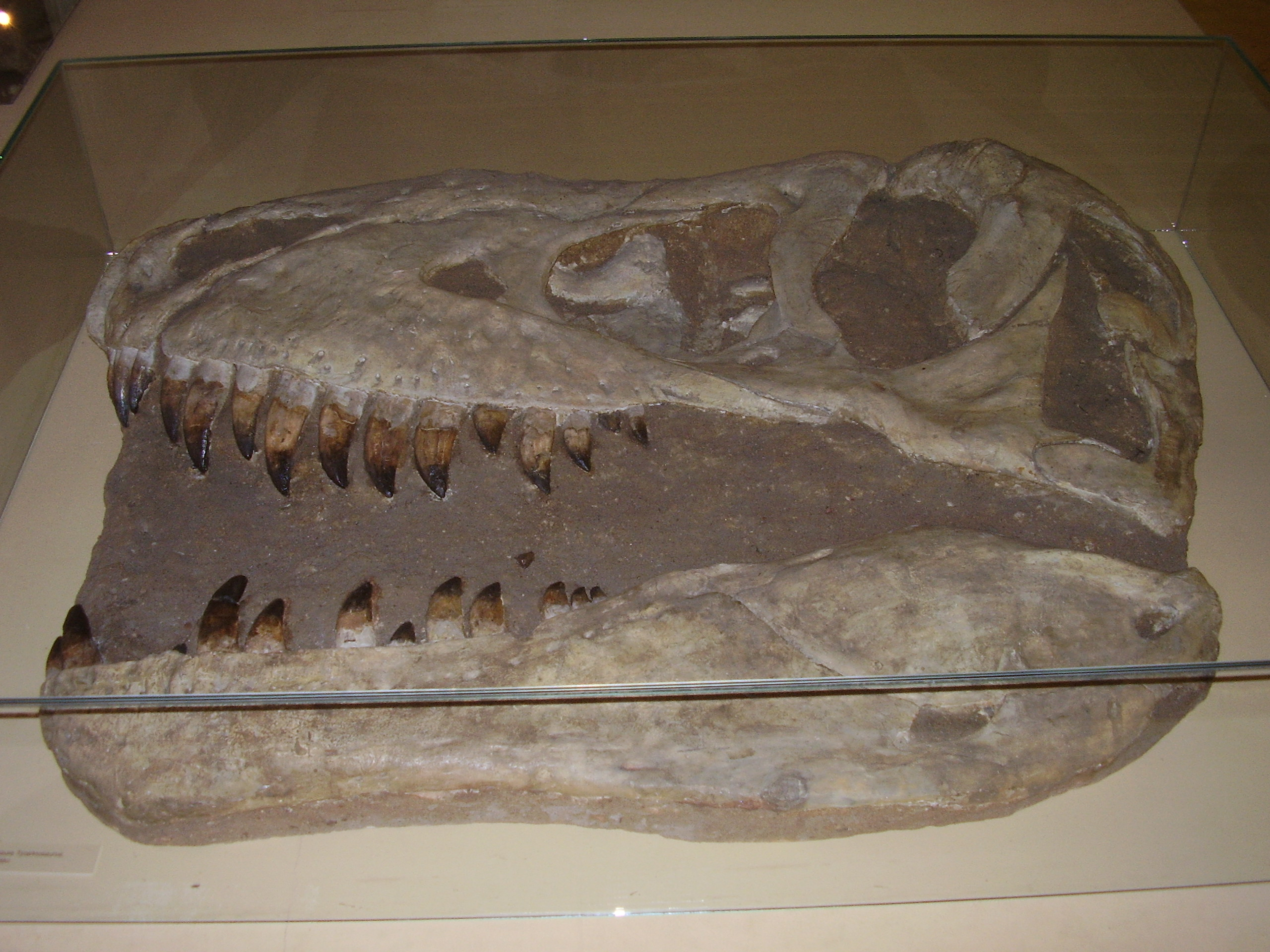
Replika lebky tyranosaurida druhu Tarbosaurus bataar.

Souvrství Jü-liang-ce (angl. Yuliangze) je jednou z významných geologických formací z období pozdní křídy na území severovýchodní Číny (provincie Chej-lung-ťiang). Sedimenty této formace mají stáří asi 72 až 68 milionů let (raný až střední věk maastricht). Mezi nejvýznamnější objevy ze sedimentů tohoto souvrství patří fosilie dinosaurů, zejména pak hadrosauridních ornitopodů.

## Objevené dinosauří taxony
- Charonosaurus jiayinensis[2]

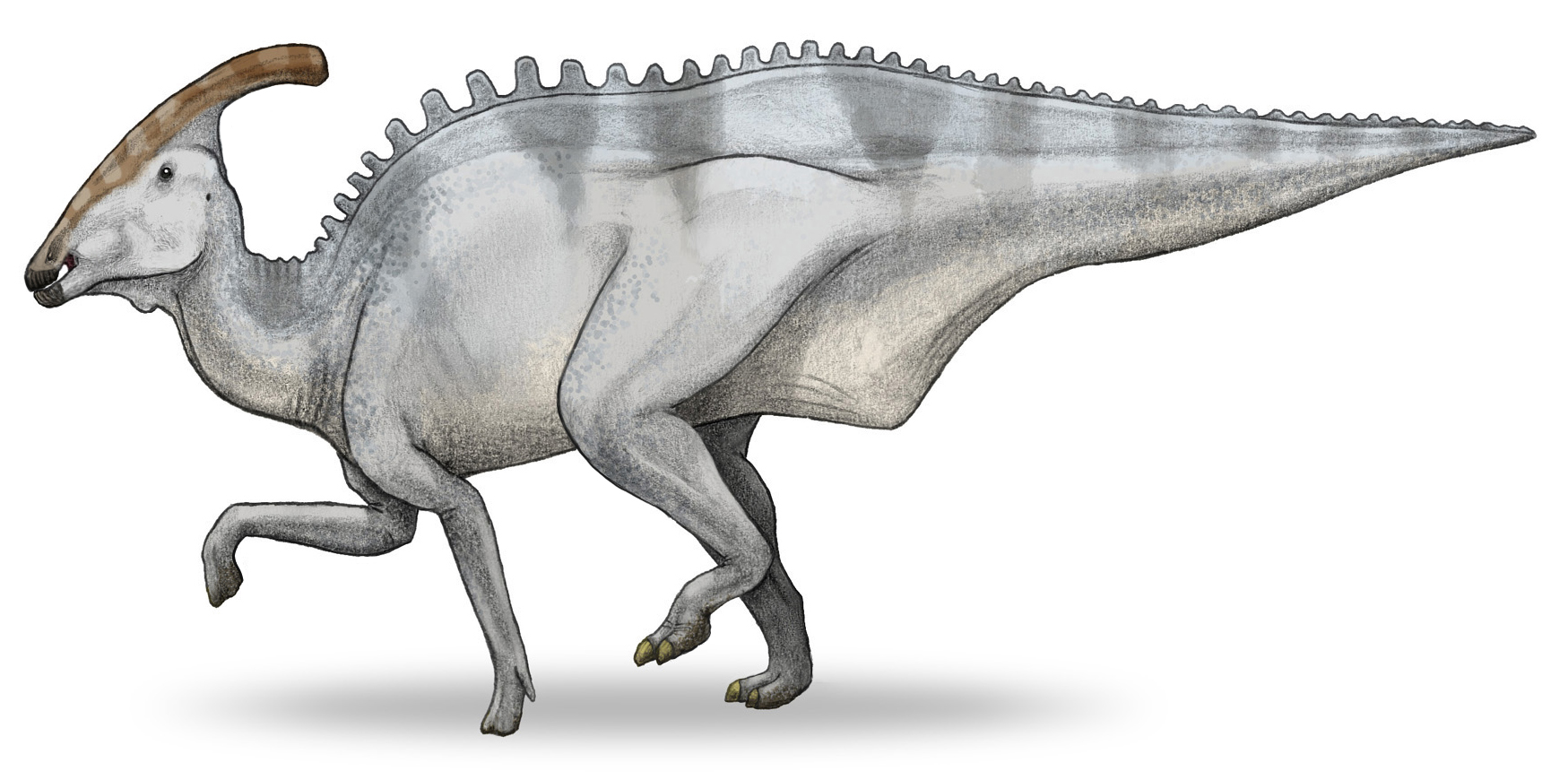
Charonosaurus - rekonstrukce přibližného vzezření.

- Mandschurosaurus amurensis (Hadrosaurinae indet.)
- Sahaliyania elunchunorum (Hadrosauridae indet.)[3]
- Tarbosaurus bataar[4][5]
- Saurolophus krystofovici
- Wulagasaurus dongi[6]